# Síndrome do fundador
Síndrome do fundador  (também funderite (founderitis, em inglês)) é uma dificuldade enfrentada por muitas organizações, em que um ou mais fundadores mantêm poder e influência desproporcionais após a criação ou implementação inicial do projeto, levando a uma ampla gama de problemas, tanto para a organização quanto para as pessoas envolvidas com o mesmo. A determinação e carisma do fundador ou fundadores, que foram fatores muito importantes para o sucesso da implantação da organização, tornam-se forças limitantes e destrutivas, em vez de criativas e produtivas como foram nas fases iniciais. Ocorre tanto em organização sem fins lucrativos como com fins lucrativos. Pode simplesmente limitar o crescimento e sucesso do projeto como pode também levar a partidarismos e divisões amargas na medida em que as exigências sobre a organização crescem, podendo levar ainda ao seu fracasso. Existem maneiras consagradas e comprovadas através das quais um fundador ou organização pode reagir e superar esta situação.

## Sintomas
Embora não seja uma síndrome médica, uma organização nesta condição tipicamente expressa muitos dos seguintes sintomas:
- A organização é fortemente identificada com a pessoa ou personalidade do fundador.
- O fundador toma todas as decisões, grandes e pequenas, sem um processo formal ou sem a participação de outros. As decisões são tomadas em “modo de crise”, com pouco planejamento visando o futuro. Reuniões são realizadas geralmente para “reunir as tropas”, obter relatórios de status e determinar tarefas. Há pouca planificação estratégica significativa ou participação nas decisões executivas sobre os objetivos, havendo pouca ou nenhuma qualificação profissional. Normalmente há pouca infraestrutura organizacional claramente estabelecida e, a que existe, não é respeitada ou usada corretamente. Não há plano de sucessão.
- Pessoal-chave e membros de conselhos ou direção são normalmente selecionados pelo fundador e muitas vezes são compostos por amigos e colegas do fundador. O papel destes é o de apoiar e defender o fundador, ao invés da execução da missão da organização. Sendo que geralmente são escolhidos com base na sua lealdade pessoal ao fundador, em vez de habilidades, adequação organizacional ou experiência. Os gestores poderão ser subqualificados, subinformados ou mesmo intimidados e, normalmente, não serão capazes de responder a perguntas básicas sem verificar primeiro com o fundador.[4]
- Profissionais, treinados e talentosos, frequentemente recrutados para resolver as dificuldades na organização, descobrem que não são capazes de contribuir de forma eficaz e profissional.[4]
- O fundador reage a questões cada vez mais desafiadoras, acentuando o exposto, levando a novas dificuldades. Qualquer um que desafie este sistema será tratado como uma influência perturbadora e será ignorado, ridicularizado ou removido. O ambiente de trabalho será cada vez mais difícil, com a diminuição da confiança do público. A organização torna-se cada vez mais reativa, ao invés de proativa. Alternativamente, o fundador ou o conselho poderá reconhecer o problema e tomar medidas eficazes para superá-lo, conforme descrito abaixo.

## Solução
Remediar a síndrome do fundador requer discussão do problema, um plano de ação e intervenções por parte do fundador, conselhos gestores e/ou por outras pessoas envolvidas na organização. O objetivo do plano deve ser o de permitir que a organização faça uma transição bem sucedida para um modelo de organização madura, sem gerar danos, quer para a própria organização ou para as pessoas envolvidas.
Normalmente não há solução e o problema é irresolvível quando o próprio fundador não aceita persperctivas de fora considerando a sua a verdade máxima, última ou a mais moderna. Nestes casos, somente a morte do fundador ou sua substituição sumária podem resolver o problema. Muitas ideias boas são destruídas por personalidades com tendências psicopáticas em posições chave de lideranças, muitas delas em estruturas de poder da sociedade convencional.